# Jean-Baptiste Réveillon

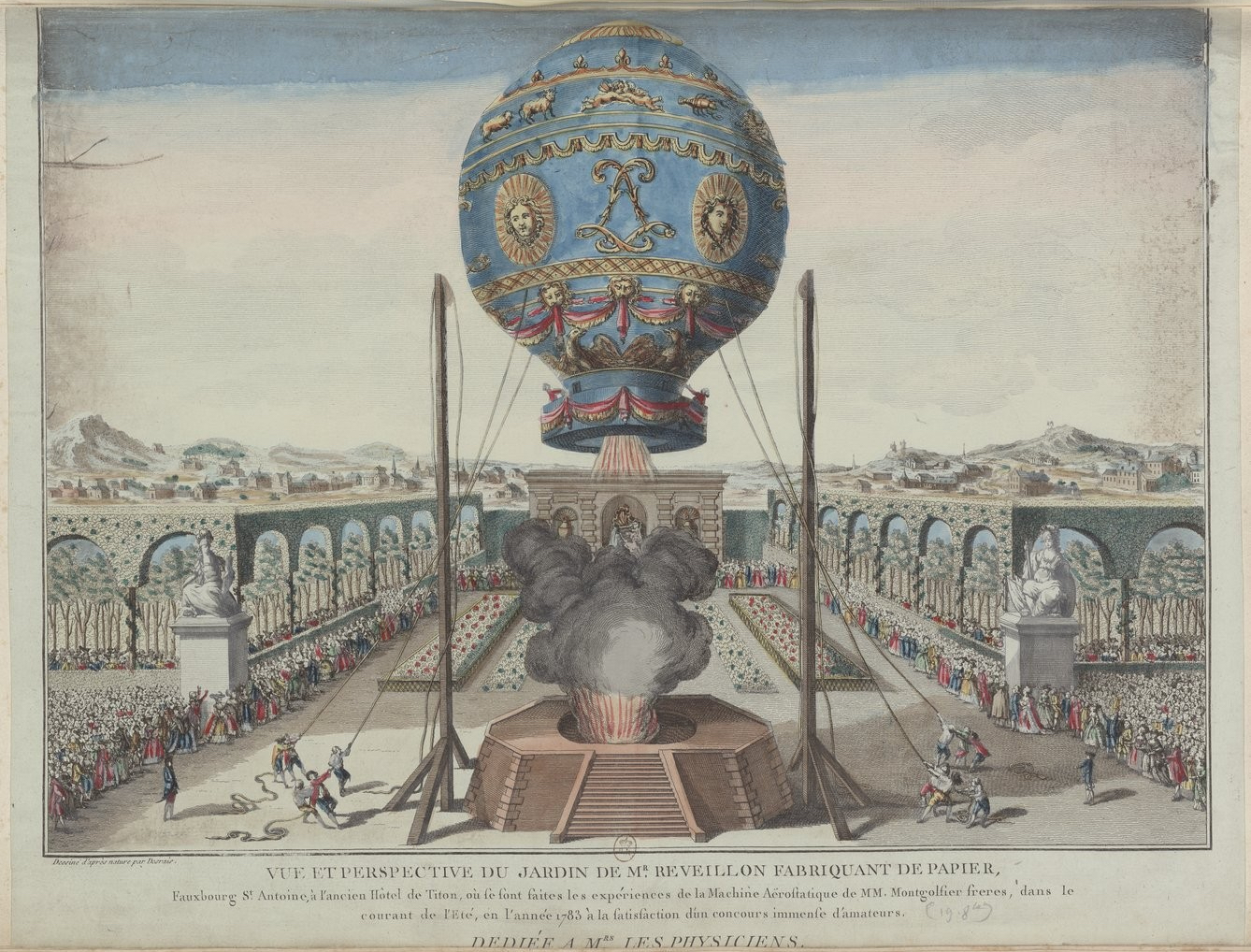
Het opstijgen van de vastgemaakte luchtballon op 19 oktober 1783 in de tuin van La Folie Titon

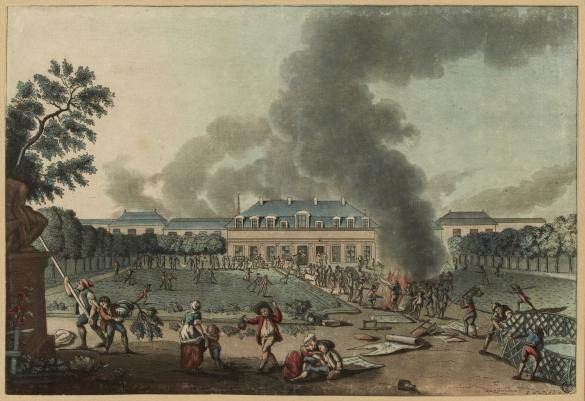
De vernielingen rond het huis van Réveillon op 28 april 1789

Jean-Baptiste Réveillon (Parijs, 1725 - aldaar, 1811) was een Frans producent en ondernemer in de beginperiode van de behangindustrie.

## Biografie
Réveillon ging in 1741 in de leer bij een handelaar in fournituren. In 1753 begon hij zijn eigen bedrijf en specialiseerde zich in Engels fluweelpapier. Dat blauwe papier won steeds meer aan populariteit, vooral toen Madame de Pompadour op aanraden van graaf Mirepoix haar appartementen met dat papier liet behangen. Tijdens de Zevenjarige oorlog was er geen handel met Engeland mogelijk. Door zijn eigen behangfabriekje in de voorstad Faubourg St Antoine te beginnen, wist hij bovendien de strenge regels van de gilden te omzeilen. De schilder Jean-Baptiste Pillement ontwikkelde voor hem een sneldrogende verf. De zaken liepen nog beter toen hij in 1775 begon met een eigen papierfabriek en een jaar later een winkel tegenover de Tuilerieën. Réveillon werd beroemd met het produceren en verkopen van neo-klassiek behang met guirlandes, linten en kransen, gebaseerd op fresco's van Rafaël en muurschilderingen uit Pompeï en Herculaneum. 
Aanvankelijk imiteerde Réveillon damastpatronen, later zijdepatronen uit Lyon en Indiase sitsen, Engelse chintz, Chinees textiel of arabesken. 
In 1783 kreeg hij een koninklijk predicaat toen hij een nieuw soort papier had ontwikkeld. Réveillon was sterk betrokken bij de ontwikkeling van de luchtballon, die op 15 oktober werd opgelaten vanuit het park van zijn landhuis La Folie Titon. Réveillon leverde de Gebroeders Montgolfier adviezen, geld en 24 rollen azuurblauw behang om over de luchtballon te plakken, die Aerostate Réveillon werd gedoopt. Nadat het experiment met aantal dieren en enkele solovluchten waren gelukt, stapte niet hij zelf, maar zijn werknemer André Giroud de Villette met Jean-François Pilâtre de Rozier in de korf, die echter vast zat aan een touw. 
In 1789 had Réveillon driehonderd mannen en vrouwen in dienst. Op 27 en 28 april 1789 braken er in Parijs rellen uit omdat het gerucht ging dat Réveillon de lonen wilde verlagen en op een verkiezingsbijeenkomst had geopperd de vaste broodprijs af te schaffen. Zijn huis, dat hij in 1765 had overgenomen van wapeninspecteur Évrard Titon du Tillet en was volgestouwd met boeken, schilderijen en kostbare meubelen, werd aangevallen. Alles werd verwoest of in brand gestoken, uitgezonderd de 2.000 flessen wijn die in de kelder lagen opgeslagen. Er is geschoten met kanonnen en er vielen volgens sommigen 25, volgens anderen meer dan 900 doden. Réveillon en zijn familie wisten te ontsnappen via een muur en vluchtte op aanraden van Jacques Necker naar de Bastille. In de processen die volgden zijn dood- en galeistraffen uitgevaardigd.  Uitgezonderd de Bestorming van de Tuilerieën op 10 augustus 1792, toen de koning gevangengenomen werd en de Zwitserse Garde werd aangevallen, was het een van de bloedigste dagen in de Franse Revolutie. 
Réveillon vluchtte naar Engeland en verhuurde zijn bedrijf. Zijn opvolgers, Jacquemart & Bénard, produceerden behang tot 1840.

## Bron
Schama, S. (1989) Citizens. A Chronicle of the French Revolution, p. 326-30.